# Ishii (Tokushima)
Ishii (jap. 石井町 Ishii-chō) – miasto w Japonii, na wyspie Sikoku, w prefekturze Tokushima. Według danych na rok 2020 miejscowość zamieszkiwało 24 833 mieszkańców , a gęstość zaludnienia wyniosła 860,8 os./km².